# Тон муан
Тон муан (тай. ทองม้วน) — тайська закуска, аналог американських пірулінів. Хрустка вафля, яка має форму сигари. На появу страви вплинули португальці. Завдяки своїй назві тайці часто використовують Тон муан як подарунок, який символізує побажання багатства.

## Історія
Тон муан згадується в поемі Кап Хе Чом Кхруанг Кхао Ван з епохи короля Рами II (1767–1824). У вище вказаний період Таїланд взаємодіяв зі східними та західними країнами, отримуючи рецепти різноманітних десертів. Тонг Муан привезли в Таїланд португальські черниці.

## Інгредієнти
Інгредієнти Тон Муана можна змінювати за індивідуальними рецептами, але традиційні інгредієнти — рисове борошно, кокосове молоко та яйця, приправлені чорним кунжутом.

## Приготування
Інгредієнти змішують між собою та кладуть на сковорідку для форми Тон Муан. Потім печиво випікають та один раз перевертають під час варіння. Після цього печиво згортається перед тим, як дістати з каструлі.

## Продаж
Тон муан часто продають у магазинах OTOP (One Tambon One Product), уздовж доріг та в деяких кав'ярнях у тайському стилі. Популярний експортний товар до Гонконгу, Японії, Америки, Канади, Австрії, Німеччини та на Тайвань. Тон муан можна знайти в сувенірних магазинах в аеропорту. У 2015 році експортний дохід від продажу Тон муана досяг приблизно 100 мільйонів бат.